# Seznam norveških raziskovalcev
Seznam norveških raziskovalcev.

## A
- Roald Amundsen
- Salomon August Andrée (1854-1897) (Šved; raziskovalec Arktike z balonom)
- (Peter Christen Asbjørnsen)

## B
- Bernt Balchen
- Samuel Balto

## E
- Leif Ericsson
- Erik Rdeči

## G
- Tryggve Gran

## H
- Thor Heyerdahl
- Lisbet Holtedahl

## I
- Helge Ingstad (1899 - 2001)

## J
- Hjalmar Johansen

## K
- Erling Kagge
- Baltazar Mathias Keilhau

## L
- Carl Anton Larsen

## M
- (Jørgen Engebretsen Moe)

## N
- Fridtjof Nansen

## O
- Børge Ousland

## R
- Finn Rønne

## S
- Inge Solheim
- Otto Sverdrup